# Toni Stegmayer

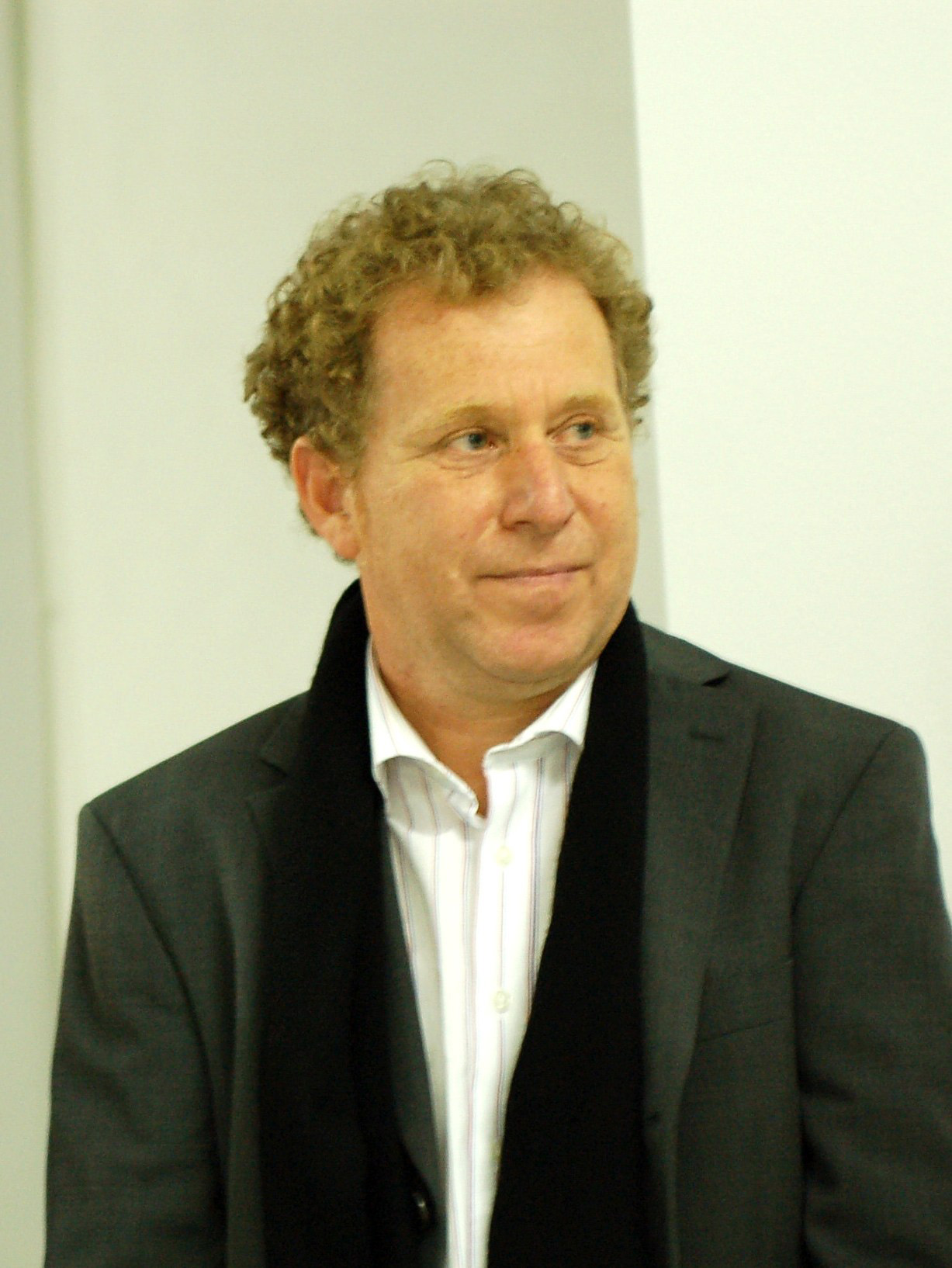
Toni Stegmayer 2007

Toni Stegmayer (* 18. August 1957 in Kiefersfelden) ist ein deutscher Künstler. Er arbeitet vor allem in den Bereichen Skulptur und Videokunst.

## Biographie
Toni Stegmayer wuchs in Kiefersfelden als Sohn eines Bildhauers auf und wurde dort zum Steinbildhauer ausgebildet. Seit 1984 ist er als freischaffender Bildhauer und Videokünstler tätig. Er ist Mitglied im Bundesverband Bildender Künstlerinnen und Künstler (BBK) München und Oberbayern. Als Künstler arbeitete er mit Eugen Gomringer, Francesco Conz, Ben Patterson, Emmett Williams und Geoffrey Hendricks zusammen.
Toni Stegmayer lebt und arbeitet in Kiefersfelden.

## Werk

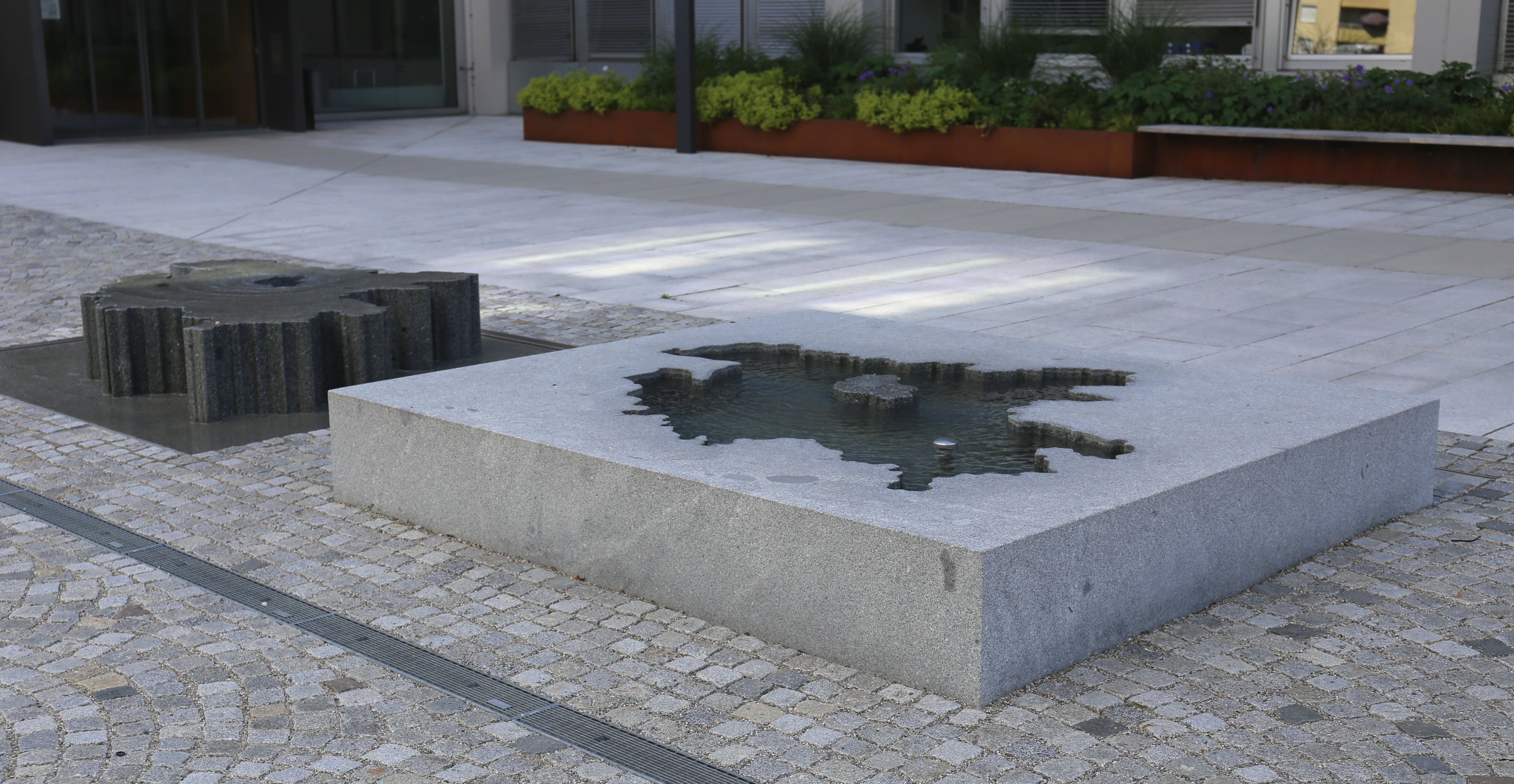
Landkreisbrunnen (2018), Landratsamt Rosenheim

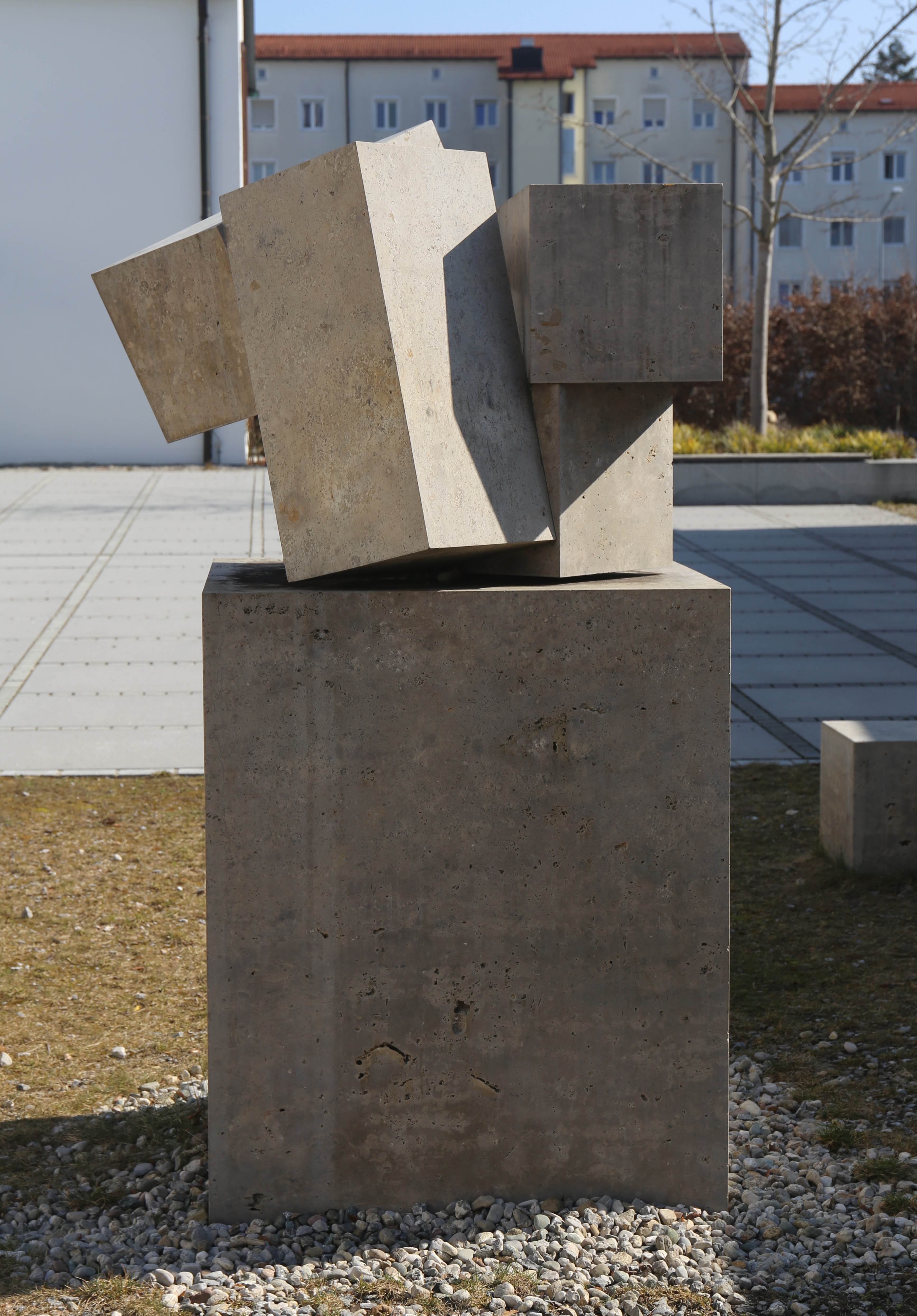
Brunnen Auf-brechen, St. Hedwig, Rosenheim

Neben Kunstwerken im öffentlichen Raum, Rauminstallationen und intermediären Arbeiten, in denen er vor allem Stein und Video, bzw. Stein und Lichtinstallationen verbindet, arbeitet Toni Stegmayer seit 2000 vor allem an zwei umfangreicheren Werkgruppen in der Skulptur und an Videoarbeiten.

### Konstellationen
Toni Stegmayers Konstellationen sind serielle Arbeiten aus geschnittenen und gebrochenen Steinen, die mit der Proportion von Raum und Betrachter spielen. Die Konstellationen werden für jeden Ausstellungsraum neu angeordnet.

### Mental Rotations
Mental Rotations haben ihren Namen von einem Begriff aus der experimentellen Psychologie. Sie arbeiten mit der gedanklichen Leistung des Betrachters, der unvollständige Gegenstände im Geist vervollständigt, bis sie seinen Sehgewohnheiten entsprechen. Die davon abweichende Realität akzeptiert der Betrachter nicht.

### Sleeping Artists | Fetish – Collecting
Toni Stegmayers Videoarbeiten Sleeping Artists, Collecting, und Fetish bilden eine Trilogie.
In Sleeping Artists filmt Toni Stegmayer schlafende Performancekünstler. Ihn interessiert dabei der Gegensatz (Antagonismus) zwischen der öffentlichen Person und dem intimen Porträt.
Collecting und Fetish thematisieren den Fetischcharakter von Kunst, vor allem in der zeitgenössischen Kunst, in welcher die Assoziationskraft alltäglicher Gegenstände wesentlicher geworden ist, als der Materialwert von Kunst.

## Preise und Auszeichnungen
- 1982  Stipendium zur Höchstbegabtenförderung des Bundesministeriums für Bildung und Wissenschaft
- 1982  1. Preis der Danner-Stiftung und des Berufsbildungszentrums für Bau und Gestalten, München
- 2003  1. Preis des Dommuseums Freising, Wettbewerb: Marianisches Denkmal
- 2005  Artist in Residence, Kunsthalle Krems
- 2006  Förderung des Tiroler Wissenschaftsfonds TWF (Buchprojekt)
- 2010–11 Artist in Residence, Emily Harvey Foundation, Venedig
- 2014–15 Artist in Residence, Emily Harvey Foundation, Venedig

## Ausstellungen (Auswahl)
- Zum Malen schön, Schloß Hartmannsberg, Bad Endorf, 2022
- Kunstzeit Prien,  Prien am Chiemsee, 2022
- Stairs, Skulpturenpfad, Kunstverein Bad Aibling, 2021
- Verzeichnet, NMKG, Galerie Der Mixer, Frankfurt/M., FOE, München, 2020
- Black & White, Wanderausstellung Nö-ART, 2020–21
- Sein und Deuten, Galerie Straihammer und Seidenschwann, Wien, 2019
- Art Karlsruhe 2019
- Art Austria, Gartenpalais Liechtenstein, 2019
- Ungeborenen Elefanten ins Maul sehen – oder von der schönen Ordnung der Dinge Videoinstallation, Port 25 Mannheim, 2018
- Kunstsalon Perchtoldsdorf, Perchtoldsdorf bei Wien, 2018
- Mental Rotation, Galerie Straihammer und Seidenschwann, Wien, 2017
- 25 Jahre Kunstverein Kramsach, Kunstverein Kramsach, 2017
- Hundertzwanzig, NMKG, Kunsthaus Fürstenfeldbruck, 2016
- Galerie Markt Bruckmühl, NMKG, Foto- und Videokunst, 2015
- Art Bodensee, Dornbirn, 2015
- Personae, Emily Harvey Foundation Venedig, 2014
- Oberbayern konkret, Kunsthaus Fürstenfeldbruck, 2014
- Habseligkeiten, Archäologische Staatssammlung München, 2013
- MOVE – Toni Stegmayer und Jerry Zeniuk, Städtische Galerie Rosenheim, 2012
- Kirgisische Notizen, Kunstverein Rosenheim, 2011
- Distance 4635, Bishkek Art Center, Bishkek (Kirgistan), 2010
- Skulpturen im öffentlichen Raum, Ebersberg, 2010
- Landesgartenschau Rosenheim (mit Stefan Huber, Mischa Kuball, Werner Reiterer u. a.) 2010
- Emily Harvey Foundation, New York, 2009
- Landesmuseum Ferdinandeum, Innsbruck, 2009
- Große Kunstausstellung, Haus der Kunst, München, 2009
- Schafhof – Europäisches Künstlerhaus Oberbayern, Freising, 2008
- DiVA, Digital and Video Art Fair, Paris, 2008
- Große Kunstausstellung, Haus der Kunst, München, 2008
- Widmer + Theodoridis Contemporary, Zürich, 2008
- collecting – fetish, Videoinstallation, Kunstverein Rosenheim, 2007–2008
- Münchner Künstlerhaus, München, 2007
- Emily Harvey Foundation, New York, 2007
- Große Kunstausstellung, Haus der Kunst, München, 2007
- Kunstverein Bruckmühl (mit Walter Raum), Bruckmühl, 2006
- Bezirk Oberbayern (mit Cornelia Eichacker), München, 2006
- Kunsthalle Krems, Factory, Krems (Österreich), 2005
- Große Kunstausstellung, Haus der Kunst, München, 2004
- Große Kunstausstellung, Haus der Kunst, München, 2001

## Publikationen
- H+T Stegmayer (Hrsg.): Rott am Inn. Kunstprojekt, Rott am Inn 2002
- Toni Stegmayer: Closed. Skulptur Installation Video, Rosenheim 2002
- Hermann Drexel (Hrsg.): Toni Stegmayer. kontext, Augustinermuseum Rattenberg, 2004
- Bezirk Oberbayern (Hrsg.): Toni Stegmayer. Mental Rotations, München 2006
- H+T Stegmayer: sleeping artists – collecting – fetish, Innsbruck 2008, Forschungsprojekt, TWF
- Marc O’Polo, Stefan Wimmer (Hrsg.): Skulpturenweg. Natur und Reflektion, Rosenheim 2010
- ARTASIAPACIFIC Publishing LLC (Hrsg.): Almanach 2011, S. 147: H+T Stegmayer, Cage 2009
- Benedikt Stegmayer (Hrsg.): MOVE. Jerry Zeniuk. Toni Stegmayer, Städtische Galerie Rosenheim, 2012
- Kunsthaus Rehau / IKKP Institut für Konstruktive Kunst und Konkrete Poesie (Hrsg.): Konkrete Skulptur und Poesie im Kunsthaus Rehau, Rehau 2013